# اندودرم
اندودرم یا درون‌پوست (به انگلیسی: Endoderm)، داخلی‌ترین لایه، از سه لایه زایای مراحل اولیه رویان است. دو لایه دیگر برون‌پوست (بیرونی‌ترین لایه) و میان‌پوست (لایه میانی) بوده و درون‌پوست، داخلی‌ترین لایه می‌باشد. یاخته‌هایی که در طول آرکنترون مهاجرت می‌کنند، لایه داخلی گاسترولا را شکیل داده، که بعد به درون‌پوست تکوین می‌یابد.
درون‌پوست در ابتدا شامل یاخته‌های تخت‌شده‌ای است که در پی آن به صورت ستونی در می‌آیند. این لایه، مرز دستگاه‌های متعددی را تشکیل می‌دهند.
در گیاه‌شناسی، درون‌پوست با داخلی‌ترین بخش قشر (پوست درخت) متناظر بوده که در جوانه‌ها و ریشه‌های جوان اغلب شامل لایه‌ای با ضخامت تک‌یاخته‌ای می‌شود. با مسن شدن گیاه، بخش‌های بیشتری از درون‌پوست لیگنینی می‌گردند.

## تولید
جدول زیر، بافت‌های تولیدشده توسط درون‌پوست را نشان می‌دهد. درون‌پوست رویانی به مرزهای داخلی دو لوله در بدن تکوین می‌یابد، لوله هاضمه و تنفسی.
| لایه | رده                | سامانه |  |
| ---- | ------------------ | --- |  |
| کلی  | لوله گوارش         | کل لوله گوارشی بجز دهان، حلق و بخش پایانی راست‌روده (که توسط پیچش‌های برون‌پوست، مرزبندی شده‌اند)، یاخته‌های مرزی تمام غددی که به لوله گوارشی می‌ریزند، شامل یاخته‌های غددی واقع در کبد و لوزالمعده. |  |
| کلی  | راه هوایی          | نای، نایژه، کیسه‌های هوایی ریه. |  |
| کلی  | اعضا و غدد درون‌ریز | مرز فولیکول‌های غده تیروئیدی و اجزاء اپی‌تلیال تیموس (یعنی یاخته‌های اپی‌تلیال تیموسی). |  |
|      | دستگاه شنوایی      | بافت پوششی از شیپور استاش و حفره صماخ |  |
|      | دستگاه ادراری      | مثانه و بخشی از پیشاب‌راه |  |

اعتقاد بر این است که یاخته‌های کبد و لوزالمعده از پیش‌ساز مشترکی نشأت گرفته‌اند.
در انسان‌ها، درون‌پوست ممکن است پس از ۵ هفته تکوین رویانی، به اعضای قابل تفکیکی تمایز یابند.

## تصاویر بیشتر

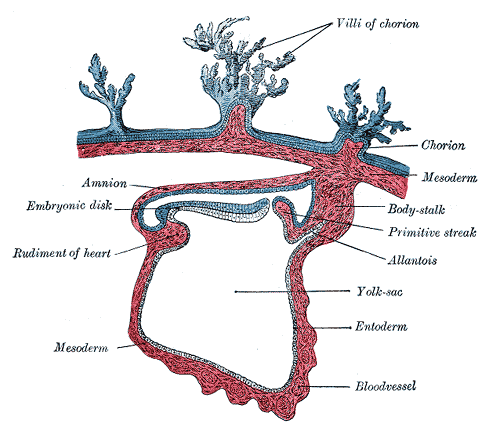
مقطع عبورکننده از رویان.
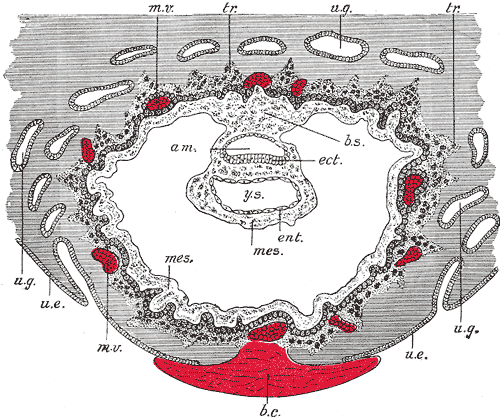
مقطع عبوری از اووم که در دسیدوای رحم تعبیه شده‌است.
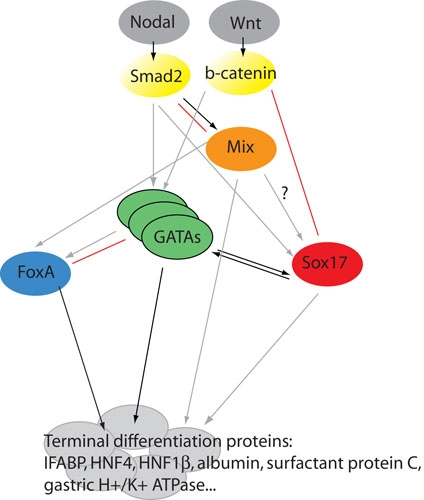
مسیر پیام‌رسانی به درون‌پوست القاگر